# École polytechnique universitaire de Montpellier
Die École polytechnique universitaire de Montpellier (Polytech Montpellier, ehemals Institut des sciences de l'ingénieur de Montpellier) ist eine französische Ingenieurhochschule, die 1969 gegründet wurde.
Die Schule bildet Ingenieure in acht Hauptfächern aus:
- Informatik und Management
- Materialwissenschaft und Ingenieurwesen
- Elektrotechnik
- Wasserwissenschaft und -technik
- Lebensmittelwissenschaften und -technik
- Maschinenbau und Interaktion
- Energetik und Erneuerbare Energien[2]

Polytech Montpellier ist seit 2012 in Montpellier ansässig und eine öffentliche Hochschule. Die Schule ist ein Mitglied der Universität Montpellier.

## Berühmte Absolventen
- Soumaïla Cissé, malischer Politiker